# 도암초등학교 (경기)
도암초등학교는 대한민국 경기도 이천시에 있는 공립 초등학교이다.

## 학교 연혁
- 1954년 4월 13일: 신둔초등학교 분교장에서 승격, 개교

## 참고 자료
- 도암초등학교 - 한국교육학술정보원 학교알리미